# Liga ABC MEX 2024
La Temporada ABC MEX 2024 será la segunda edición de la Liga ABC MEX.
Para esta temporada, la liga sumará tres nuevos equipos: Purépechas de Michoacán, Leonas de Hidalgo y Blueskas de CDMX. No obstante, sufre la baja de Atléticas de Monterrey, Bujías de Aguascalientes y Marineras de Puerto Vallarta, quienes solicitaron una ausencia temporal.
Mientras que cambian de sede, Stars de Santiago a Lobas SLW de Saltillo y Centauros de Chihuahua a Pioneras de Delicias.
La temporada de esta liga se llevará a cabo del 3 de agosto al 19 de octubre, donde la temporada regular será de las fechas del 3 de agosto al 22 de septiembre. Los playoffs se jugarán del 25 de septiembre al 19 de octubre.

## Equipos participantes
| Liga ABC MEX 2023 |                            |                         |                                |               |                                                                |
| Conferencia       | Equipo                     | Entrenador              | Ciudad                         | Miembro desde | Pabellón                                                       |
| Norte             | Algodoneras de la Comarca  | Ricardo Vázquez         | Torreón, Coahuila              | 2023          | Auditorio Municipal de Torreón                                 |
| Norte             | Barreteras de Zacatecas    | Todd Triplett           | Zacatecas, Zacatecas           | 2023          | Gimnasio "Marcelino González" Auditorio Municipal de Guadalupe |
| Norte             | Lobas SLW de Saltillo      | Jaime Del Bosque        | Saltillo, Coahuila             | 2024          | Gimnasio Lobos UAdeC                                           |
| Norte             | Pioneras de Delicias       | Ulises Roldán           | Delicias, Chihuahua            | 2024          | Polideportivo Bicentenario                                     |
| Norte             | Plebes de Mazatlán         | Emir Audelo             | Mazatlán, Sinaloa              | 2023          | Lobo Dome                                                      |
| Sur               | Aztks del Estado de México | Manuel Urrutia          | Tlalnepantla, Estado de México | 2023          | Domo Castel-Cleto Reyes                                        |
| Sur               | Blueskas CDMX              | Roberto Rojas           | Ciudad de México               | 2024          | Gimnasio G3                                                    |
| Sur               | Leonas de Hidalgo          | Óscar Uribe             | Pachuca, Hidalgo               | 2024          | Gimnasio de Correos                                            |
| Sur               | Escaramuzas de Jalisco     | Carlos Gorosito         | Guadalajara, Jalisco           | 2023          | Polideportivo López Mateos del CODE Jalisco                    |
| Sur               | Purépechas de Michoacán    | Carlos Daniel Hernández | Morelia, Michoacán             | 2024          | Auditorio "Carlos Espinoza de los Monteros"                    |

## Formato de competencia
La temporada 2023 constará de una temporada regular del 3 de agosto al 22 de septiembre.
Los cuartos de final y las semifinales tendrán un formato a ganar dos de tres juegos. Los cuartos de final se jugarán del 25 al 29 de septiembre mientras las semifinales del 2 al 6 de octubre. 
La final se jugará del 11 al 19 de octubre, en donde aquí se modificará un poco el formato, pues es a ganar tres de cinco juegos.

## Resultados
| Las Plebes  | 65-89 | Pioneras    | Lobo Dome                               | 2 de agosto | 19:30 |
| Escaramuzas | 85-74 | Purépechas  | Polideportivo López Mateos CODE Jalisco | 3 de agosto | 17:00 |
| Aztks       | 80-50 | Blueskas    | Domo Castel-Cleto Reyes                 | 3 de agosto | 19:00 |
| Barreteras  | 90-73 | Algodoneras | Auditorio Municipal de Guadalupe        | 3 de agosto | 20:00 |
| Barreteras  | 89-52 | Algodoneras | Auditorio Municipal de Guadalupe        | 4 de agosto | 13:00 |
| Escaramuzas | 76-82 | Purépechas  | Polideportivo López Mateos CODE Jalisco | 4 de agosto | 13:30 |
| Las Plebes  | 54-81 | Pioneras    | Lobo Dome                               | 4 de agosto | 14:00 |
| Aztks       | 77-34 | Blueskas    | Domo Castel-Cleto Reyes                 | 4 de agosto | 15:00 |

| Blueskas   | 50-66 | Leonas      | Gimnasio G3                | 10 de agosto | 17:30 |
| Las Plebes | 73-68 | Barreteras  | Lobo Dome                  | 10 de agosto | 18:00 |
| Aztks      | 72-59 | Escaramuzas | Domo Castel-Cleto Reyes    | 10 de agosto | 18:00 |
| Pioneras   | 88-66 | Lobas       | Polideportivo Bicentenario | 10 de agosto | 20:30 |
| Las Plebes | 43-89 | Barreteras  | Lobo Dome                  | 11 de agosto | 14:00 |
| Aztks      | 82-57 | Escaramuzas | Domo Castel-Cleto Reyes    | 11 de agosto | 15:00 |
| Blueskas   | 50-72 | Leonas      | Gimnasio G3                | 11 de agosto | 16:30 |
| Pioneras   | 75-54 | Lobas       | Polideportivo Bicentenario | 11 de agosto | 17:00 |

| Leonas   | 65-60 | Purépechas  | Gimnasio de Correos        | 13 de agosto | 18:45 |
| Blueskas | 47-97 | Escaramuzas | Gimnasio G3                | 13 de agosto | 19:30 |
| Lobas    | 77-65 | Algodoneras | Gimnasio Manuel Morales    | 13 de agosto | 20:00 |
| Pioneras | 75-62 | Barreteras  | Polideportivo Bicentenario | 13 de agosto | 20:30 |
| Leonas   | 65-76 | Purépechas  | Gimnasio de Correos        | 14 de agosto | 18:45 |
| Blueskas | 59-96 | Escaramuzas | Gimnasio G3                | 14 de agosto | 19:00 |
| Lobas    | 67-62 | Algodoneras | Gimnasio Manuel Morales    | 14 de agosto | 20:00 |
| Pioneras | 83-79 | Barreteras  | Polideportivo Bicentenario | 14 de agosto | 20:30 |

| Escaramuzas | 76-60 | Leonas     | Polideportivo López Mateos CODE Jalisco | 17 de agosto | 17:00 |
| Barreteras  | 72-78 | Lobas      | Auditorio Municipal de Guadalupe        | 17 de agosto | 20:00 |
| Algodoneras | 83-79 | Las Plebes | Auditorio Municipal de Torreón          | 17 de agosto | 20:15 |
| Barreteras  | 65-72 | Lobas      | Gimnasio Marcelino González             | 18 de agosto | 13:00 |
| Escaramuzas | 74-65 | Leonas     | Polideportivo López Mateos CODE Jalisco | 18 de agosto | 13:30 |
| Algodoneras | 67-71 | Las Plebes | Auditorio Municipal de Torreón          | 18 de agosto | 14:30 |
| Aztks       | 85-48 | Purépechas | Domo Castel-Cleto Reyes                 | 27 de agosto | 19:15 |
| Aztks       | 79-69 | Purépechas | Domo Castel-Cleto Reyes                 | 28 de agosto | 19:15 |

| Purépechas  | 87-65 | Blueskas | Auditorio Carlos Espinoza de los Monteros | 24 de agosto | 18:00 |
| Las Plebes  | 89-83 | Lobas    | Lobo Dome                                 | 24 de agosto | 19:00 |
| Leonas      | 60-80 | Aztks    | Gimnasio de Correos                       | 24 de agosto | 19:00 |
| Algodoneras | 70-74 | Pioneras | Auditorio Municipal de Torreón            | 24 de agosto | 20:15 |
| Purépechas  | 77-50 | Blueskas | Auditorio Carlos Espinoza de los Monteros | 25 de agosto | 13:00 |
| Leonas      | 50-67 | Aztks    | Gimnasio de Correos                       | 25 de agosto | 13:15 |
| Algodoneras | 65-74 | Pioneras | Auditorio Municipal de Torreón            | 25 de agosto | 14:15 |
| Las Plebes  | 60-96 | Lobas    | Lobo Dome                                 | 25 de agosto | 16:00 |

| Purépechas  | 66-80 | Escaramuzas | Auditorio Carlos Espinoza de los Monteros | 31 de agosto    | 18:30 |
| Blueskas    | 40-69 | Aztks       | Gimnasio G3                               | 31 de agosto    | 19:00 |
| Algodoneras | 0-20  | Barreteras  | Auditorio Municipal de Torreón            | 31 de agosto    | 20:15 |
| Pioneras    | 86-66 | Las Plebes  | Polideportivo Bicentenario                | 31 de agosto    | 20:30 |
| Purépechas  | 86-61 | Escaramuzas | Auditorio Carlos Espinoza de los Monteros | 1 de septiembre | 13:30 |
| Algodoneras | 86-79 | Barreteras  | Auditorio Municipal de Torreón            | 1 de septiembre | 14:15 |
| Blueskas    | 0-20  | Aztks       | Gimnasio G3                               | 1 de septiembre | 17:00 |
| Pioneras    | 98-80 | Las Plebes  | Polideportivo Bicentenario                | 1 de septiembre | 17:00 |

| Escaramuzas | 49-69  | Aztks      | Polideportivo López Mateos CODE Jalisco | 7 de septiembre | 17:00 |
| Leonas      | 51-55  | Blueskas   | Gimnasio de Correos                     | 7 de septiembre | 19:00 |
| Barreteras  | 76-69  | Las Plebes | Gimnasio Marcelino González             | 7 de septiembre | 20:00 |
| Lobas       | 63-61  | Pioneras   | Gimnasio Manuel Morales                 | 7 de septiembre | 20:00 |
| Barreteras  | 100-60 | Las Plebes | Gimnasio Marcelino González             | 8 de septiembre | 13:00 |
| Leonas      | 92-62  | Blueskas   | Gimnasio de Correos                     | 8 de septiembre | 13:15 |
| Escaramuzas | 62-61  | Aztks      | Polideportivo López Mateos CODE Jalisco | 8 de septiembre | 13:30 |
| Lobas       | 69-76  | Pioneras   | Gimnasio Manuel Morales                 | 8 de septiembre | 14:00 |

| Barreteras  | 46-72 | Pioneras | Gimnasio Marcelino González               | 10 de septiembre | 19:00 |
| Purépechas  | 76-59 | Leonas   | Auditorio Carlos Espinoza de los Monteros | 10 de septiembre | 19:00 |
| Escaramuzas | 84-47 | Blueskas | Gimnasio G3                               | 10 de septiembre | 20:00 |
| Algodoneras | 71-93 | Lobas    | Auditorio Municipal de Torreón            | 10 de septiembre | 20:15 |
| Barreteras  | 81-73 | Pioneras | Gimnasio Marcelino González               | 11 de septiembre | 19:00 |
| Purépechas  | 74-51 | Leonas   | Auditorio Carlos Espinoza de los Monteros | 11 de septiembre | 19:00 |
| Escaramuzas | 82-31 | Blueskas | Gimnasio G3                               | 11 de septiembre | 20:00 |
| Algodoneras | 64-71 | Lobas    | Auditorio Municipal de Torreón            | 11 de septiembre | 20:15 |

| Purépechas | 49-84 | Aztks       | Auditorio Carlos Espinoza de los Monteros | 14 de septiembre | 18:30 |
| Leonas     | 60-65 | Escaramuzas | Gimnasio de Correos                       | 14 de septiembre | 19:00 |
| Lobas      | 89-51 | Barreteras  | Gimnasio Manuel Morales                   | 14 de septiembre | 20:00 |
| Purépechas | 60-81 | Aztks       | Auditorio Carlos Espinoza de los Monteros | 15 de septiembre | 13:00 |
| Leonas     | 64-73 | Escaramuzas | Gimnasio de Correos                       | 15 de septiembre | 13:15 |
| Lobas      | 83-65 | Barreteras  | Gimnasio Manuel Morales                   | 15 de septiembre | 14:00 |
| Las Plebes | vs    | Algodoneras | Lobo Dome                                 | 27 de septiembre | 20:00 |
| Las Plebes | vs    | Algodoneras | Lobo Dome                                 | 28 de septiembre | 18:00 |

| Aztks    | 74-46 | Leonas      | Domo Castel-Cleto Reyes    | 21 de septiembre | 18:00 |
| Blueskas | 59-74 | Purépechas  | Gimnasio G3                | 21 de septiembre | 19:00 |
| Lobas    | 79-66 | Las Plebes  | Gimnasio Manuel Morales    | 21 de septiembre | 20:00 |
| Pioneras | 71-69 | Algodoneras | Polideportivo Bicentenario | 21 de septiembre | 20:30 |
| Aztks    | 63-49 | Leonas      | Domo Castel-Cleto Reyes    | 22 de septiembre | 15:00 |
| Blueskas | 78-77 | Purépechas  | Gimnasio G3                | 22 de septiembre | 15:00 |
| Lobas    | 82-76 | Las Plebes  | Gimnasio Manuel Morales    | 22 de septiembre | 16:00 |
| Pioneras | 74-64 | Algodoneras | Polideportivo Bicentenario | 22 de septiembre | 17:00 |

Fuente: Calendario

### Clasificación
| Conferencia Norte |             |    |    |    |    |      |      |      |       |
| Posición          | Equipo      | JJ | JG | JP | JD | PF   | PC   | Dif. | Ptos. |
| 1                 | Pioneras    | 16 | 14 | 2  | 0  | 1250 | 1053 | 197  | 30    |
| 2                 | Lobas       | 16 | 12 | 4  | 0  | 1222 | 1106 | 116  | 28    |
| 3                 | Barreteras  | 16 | 7  | 9  | 0  | 1132 | 1081 | 51   | 23    |
| 4                 | Plebes      | 14 | 3  | 11 | 0  | 951  | 1177 | -226 | 17    |
| 5                 | Algodoneras | 14 | 2  | 11 | 1  | 891  | 1029 | -138 | 15    |

| Conferencia Sur |             |    |    |    |    |      |      |      |       |
| Posición        | Equipo      | JJ | JG | JP | JD | PF   | PC   | Dif. | Ptos. |
| 1               | Aztks       | 16 | 15 | 1  | 0  | 1143 | 782  | 361  | 31    |
| 2               | Escaramuzas | 16 | 11 | 5  | 0  | 1176 | 1025 | 151  | 27    |
| 3               | Purépechas  | 16 | 8  | 8  | 0  | 1135 | 1123 | 12   | 24    |
| 4               | Leonas      | 16 | 4  | 12 | 0  | 975  | 1075 | -100 | 20    |
| 5               | Blueskas    | 16 | 2  | 13 | 1  | 777  | 1201 | -424 | 17    |

     Clasificadas a Playoffs.
- Actualizada al 22 de septiembre de 2024. Fuente: Tabla de Grupos

### Playoffs
|  | Semifinales de Zona               | Semifinales de Zona               | Semifinales de Zona               |             |   | Finales de Zona | Finales de Zona | Finales de Zona |  |   | Final de la Liga ABC MEX | Final de la Liga ABC MEX | Final de la Liga ABC MEX |  |
|  | 25 - 29 septiembre, 2 - 6 octubre | 25 - 29 septiembre, 2 - 6 octubre | 25 - 29 septiembre, 2 - 6 octubre |             |   | 8 - 12 octubre  | 8 - 12 octubre  | 8 - 12 octubre  |  |   | 15 - 22 octubre          | 15 - 22 octubre          | 15 - 22 octubre          |  |
|  |                                   |                                   |                                   |             |   |                 |                 |                 |  |   |                          |                          |                          |  |
|  |                                   |                                   |                                   |             |   |                 |                 |                 |  |   |                          |                          |                          |  |
|  | 1                                 | Pioneras                          | 1                                 |             |   |                 |                 |                 |  |   |                          |                          |                          |  |
|  | 1                                 | Pioneras                          | 1                                 |             |   |                 |                 |                 |  |   |                          |                          |                          |  |
|  | 4                                 | Plebes                            | 0                                 |             |   |                 |                 |                 |  |   |                          |                          |                          |  |
|  | 4                                 | Plebes                            | 0                                 |             | 1 | Pioneras        | 0               |                 |  |   |                          |                          |                          |  |
|  | Norte                             |                                   |                                   |             | 1 | Pioneras        | 0               |                 |  |   |                          |                          |                          |  |
|  |                                   |                                   | 2                                 | Lobas       | 2 |                 |                 |                 |  |   |                          |                          |                          |  |
|  | 2                                 | Lobas                             | 2                                 | Lobas       | 2 | 2               |                 |                 |  |   |                          |                          |                          |  |
|  | 2                                 | Lobas                             |                                   |             |   |                 |                 |                 |  |   |                          |                          |                          |  |
|  | 3                                 | Barreteras                        | 1                                 |             |   |                 |                 |                 |  |   |                          |                          |                          |  |
|  | 3                                 | Barreteras                        | 1                                 |             |   |                 |                 |                 |  | 2 | Lobas                    | 2                        |                          |  |
|  |                                   |                                   |                                   |             |   |                 |                 |                 |  | 2 | Lobas                    | 2                        |                          |  |
|  |                                   |                                   | 1                                 | Aztks       | 3 |                 |                 |                 |  |   |                          |                          |                          |  |
|  | 1                                 | Aztks                             | 1                                 | Aztks       | 3 | 2               |                 |                 |  |   |                          |                          |                          |  |
|  | 1                                 | Aztks                             |                                   |             |   |                 |                 |                 |  |   |                          |                          |                          |  |
|  | 4                                 | Leonas                            | 0                                 |             |   |                 |                 |                 |  |   |                          |                          |                          |  |
|  | 4                                 | Leonas                            | 0                                 |             | 1 | Aztks           | 2               |                 |  |   |                          |                          |                          |  |
|  | Sur                               |                                   |                                   |             | 1 | Aztks           | 2               |                 |  |   |                          |                          |                          |  |
|  |                                   |                                   | 2                                 | Escaramuzas | 0 |                 |                 |                 |  |   |                          |                          |                          |  |
|  | 2                                 | Escaramuzas                       | 2                                 | Escaramuzas | 0 | 2               |                 |                 |  |   |                          |                          |                          |  |
|  | 2                                 | Escaramuzas                       |                                   |             |   |                 |                 |                 |  |   |                          |                          |                          |  |
|  | 3                                 | Purépechas                        | 0                                 |             |   |                 |                 |                 |  |   |                          |                          |                          |  |
|  | 3                                 | Purépechas                        | 0                                 |             |   |                 |                 |                 |  |   |                          |                          |                          |  |
|  |                                   |                                   |                                   |             |   |                 |                 |                 |  |   |                          |                          |                          |  |

#### Semifinales de Zona

##### Zona Norte
| Plebes   | 59-66 | Pioneras | Lobo Dome                  | 2 de octubre | 21:00 |
| Pioneras | vs    | Plebes   | Polideportivo Bicentenario | 5 de octubre | *     |
| Pioneras | vs    | Plebes   | Polideportivo Bicentenario | 6 de octubre | *     |

 (*) Debido a los lamentables acontecimientos en las autopistas en el estado de Sinaloa, las Plebes no pudieron realizar el viaje a Delicias, imposibilitando que se dispute el resto de la serie.
| Barreteras | 85-84 | Lobas      | Gimnasio "Marcelino González" | 25 de septiembre | 19:00 |
| Lobas      | 78-75 | Barreteras | Gimnasio Lobos UAdeC          | 28 de septiembre | 13:00 |
| Lobas      | 89-56 | Barreteras | Gimnasio Lobos UAdeC          | 29 de septiembre | 14:00 |

##### Zona Sur
| Leonas | 43-70 | Aztks  | Gimnasio de Correos     | 25 de septiembre | 19:30 |
| Aztks  | 49-44 | Leonas | Domo Castel-Cleto Reyes | 28 de septiembre | 18:00 |

| Purépechas  | 39-48 | Escaramuzas | Auditorio de la UMSNH      | 25 de septiembre | 19:00 |
| Escaramuzas | 80-47 | Purépechas  | Polideportivo López Mateos | 28 de septiembre | 17:00 |

#### Finales de Zona

##### Zona Norte
| Lobas    | 85-54 | Pioneras | Gimnasio Lobos UAdeC       | 8 de octubre  | 20:00 |
| Pioneras | 60-63 | Lobas    | Polideportivo Bicentenario | 11 de octubre | 20:30 |

##### Zona Sur
| Escaramuzas | 53-69 | Aztks       | Polideportivo López Mateos | 7 de octubre  | 18:30 |
| Aztks       | 92-56 | Escaramuzas | Domo Castel-Cleto Reyes    | 10 de octubre | 19:15 |

#### Final
| Aztks | 60-72    | Lobas | Domo Castel-Cleto Reyes | 15 de octubre | 19:15 |
| Aztks | 66-49    | Lobas | Domo Castel-Cleto Reyes | 16 de octubre | 19:15 |
| Lobas | 77-74    | Aztks | Gimnasio Lobos UAdeC    | 19 de octubre | 20:00 |
| Lobas | 69-70 TE | Aztks | Gimnasio Lobos UAdeC    | 20 de octubre | 17:00 |
| Aztks | 77-73    | Lobas | Domo Castel-Cleto Reyes | 22 de octubre | 18:00 |

## Distinciones
| Categoría                  | Ganadora |
| -------------------------- | --- |
| Jugadora Más Valiosa (MVP) | Sandra Saide Vargas Peraza (Aztks del Estado de México) |
| Quinteto ideal             | Jacqueline Luna Castro (Aztks del Estado de México) Hazel Yvette Ramírez Solís (Aztks del Estado de México) Sandra Saide Vargas Peraza (Aztks del Estado de México) Paola Estrada Granados (Lobas SLW de Saltillo) Gladiana Aidaly Ávila Jiménez(Lobas SLW de Saltillo) |